# Vlag van Rwanda
De huidige vlag van Rwanda is in gebruik sinds 25 oktober 2001. De reden dat er een nieuwe vlag aangenomen werd, was dat de Rwandese regering wilde dat de bevolking zich zou concentreren op de toekomst en niet op het verleden van geweld tussen de bevolkingsgroepen, hetgeen geleid heeft tot de Rwandese Genocide van 1994. Om diezelfde reden werden het volkslied en het wapen van het land veranderd. De vorige vlag (en dan voornamelijk de kleuren rood en zwart) zouden te veel aan donkere tijden herinneren.

## Symboliek
De Rwandese vlag bestaat sinds 2001 uit de kleuren blauw, geel en groen. Het blauw staat voor hoop, geluk en vrede; het geel staat voor de noodzaak van economische groei; het groen staat voor de toekomstige voorspoed. Ten slotte staat de gele zon rechtsboven in de vlag symbool voor de verlichting die eenheid zal brengen.

## Geschiedenis
De vorige vlag van Rwanda die in 1961 werd geïntroduceerd (en op 1 juli 1962 officieel ingevoerd) bestond uit een driekleur in de Pan-Afrikaanse kleuren. De vlag was vrijwel gelijk aan de vlag van Mali, met als belangrijk verschil dat de vlag van Mali een kanaga bevatte. Toen Mali in op 1 maart 1961 de kanaga van de vlag schrapte, voegde Rwanda een zwarte "R" aan zijn vlag toe. Deze letter stond voor de naam van het land.

?Vlag van Duits-Oost-Afrika, gebruikt door vroege Duitse koloniale ondernemers in de Oost-Afrikaanse regio
?Vlag van Duits-Oost-Afrika, de collectieve vlag van alle Duitse koloniën.
?Voorgestelde vlag van Duits-Oost-Afrika die nooit werd gebruikt omdat de vlag kort voor het uitbreken van de Eerste Wereldoorlog werd voorgesteld en de Duitse koloniën na de oorlog door andere Europese landen werden ingenomen
?Vlag van België, gebruikt door Ruanda-Urundi (de voorganger van Rwanda)
?Vlag van het Koninkrijk Rwanda (1959 – 24 september 1961)
?Vlag van Rwanda (25 september 1961 – 24 oktober 2001), veranderd vanwege de Rwandese Genocide